# ジョージ・ウィンダム (初代ルコンフィールド男爵)

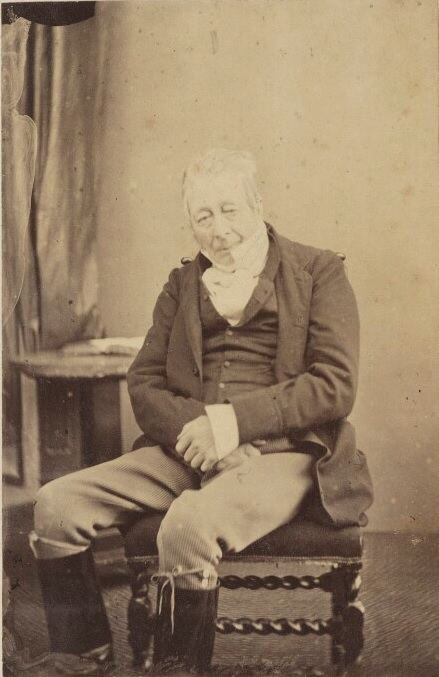
初代ルコンフィールド男爵、1860年代撮影。

初代ルコンフィールド男爵ジョージ・ウィンダム（英語: George Wyndham, 1st Baron Leconfield、1787年6月5日 – 1869年3月18日）は、第3代エグレモント伯爵ジョージ・ウィンダムの庶子、イギリスとアイルランドの地主。ジャガイモ飢饉期にクレア県の領地から借地人を追い出して、政府から苦情を入れられたことで知られる。

## 生涯
第3代エグレモント伯爵ジョージ・ウィンダム（1837年11月11日没）とエリザベス・アイリヴの庶子として、1787年6月5日にメリルボーンで生まれた。両親は1801年7月16日に結婚した。そのため、ジョージは法的にはアイリヴ姓だったが、洗礼記録や家族内での呼称では常にウィンダム姓を使用した。
1837年に父からペットワース、ルコンフィールドなどウィンダム家の領地を継承した。1838年、ジョージはほかの庶子とともに法律上の姓をウィンダムに改める請願を出したが、爵位を継承した叔父ジョージ・フランシス・ウィンダム（1845年没）の大反対を受けて一旦は却下された。その後、請願は1839年1月20日に承認された。
アイルランドに領地があり、1839年から1847年まで借地人を1,500人以上カナダに移住させた。これに対し、カナダ政府はウィンダムが移住を受け入れた借地人に1人1ポンドしか与えず、仕事探しの援助を全くしなかったとして批判、ウィンダムは将来の入用をも保証する義務（an obligation to provide for future wants）があったらそもそもカナダに人を送らないと返答した。また、ジャガイモ飢饉期にはクレア県の領地から多くの借地人を追い立て、政府の救助委員会（Relief Commission）から近隣の地主の負担になると苦情を入れられた。ウィンダムは借地人を追い立てる前に海外移住の補助を申し出たが、借地人の多くが拒否したと返答した。1852年にクレア県シックスマイルブリッジの借地人に投票を強制しようとし、これも現地の聖職者から抗議された。
1859年4月14日、連合王国貴族であるヨーク州イースト・ライディングにおけるルコンフィールドのルコンフィールド男爵に叙された。貴族院では保守党に属した。
1869年3月18日にペットワースで死去、息子ヘンリーが爵位を継承した。

## 家族

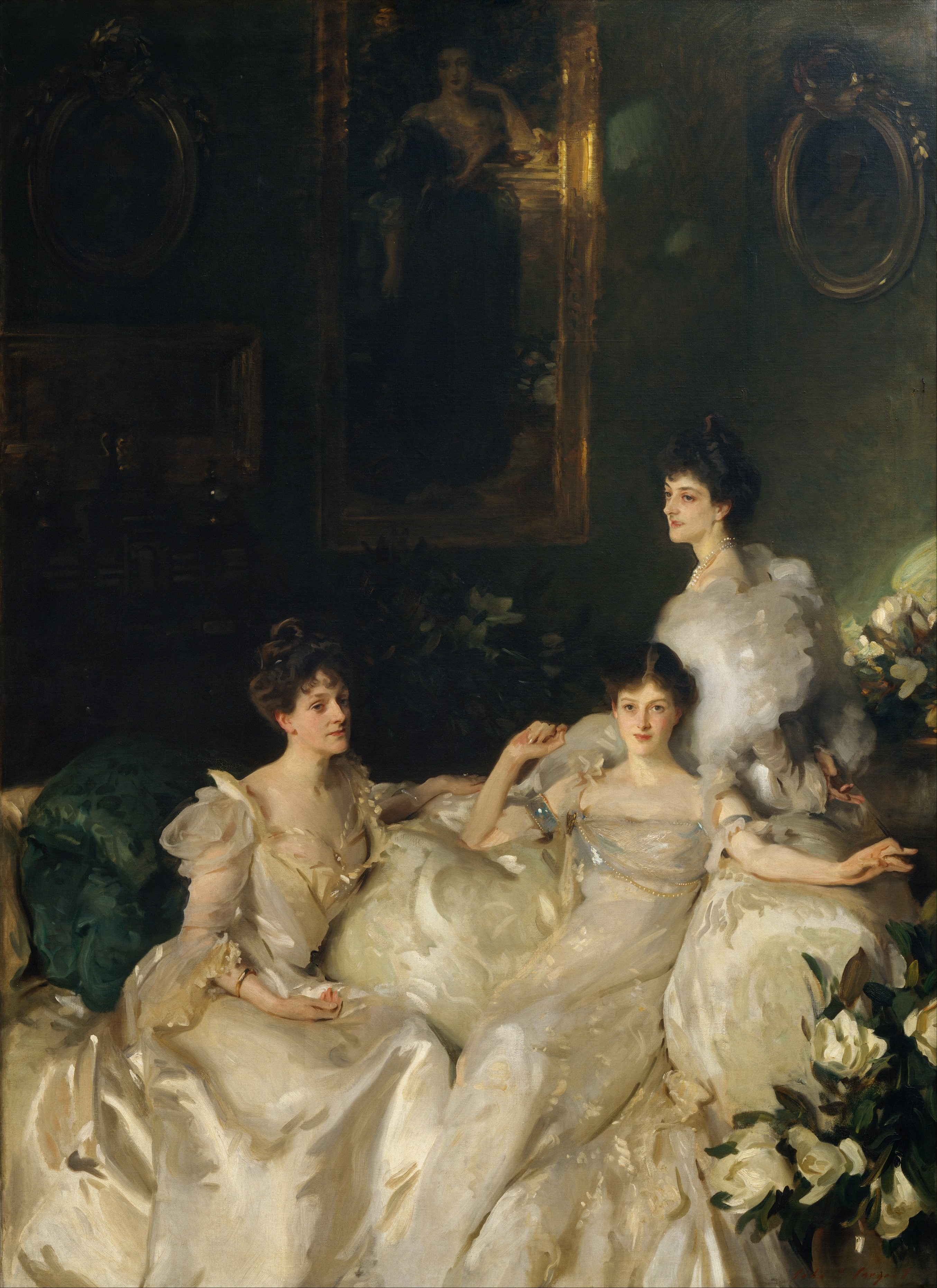
『The Wyndham Sisters』
初代男爵の孫娘姉妹（三男パーシーの娘）を描いた絵画。
（作・J.S.サージェント、1899年）

1815年4月25日、メアリー・ファニー・ブラント（Mary Fanny Blunt、1863年5月23日没、ウィリアム・ブラントの娘）と結婚、3男6女をもうけた。
- ジョージ・ウィリアム（1817年2月27日 – 1837年7月2日） - 生涯未婚[2]
- メアリー（1823年5月19日没[4]）
- ファニー・シャーロット（1821年ごろ – 1893年1月27日） - 1842年10月13日、アルフレッド・モンゴメリー（Alfred Montgomery、初代準男爵サー・ヘンリー・モンゴメリーの息子）と結婚[4]
- ヘレン・キャロライン・エリザベス（1823年4月13日 – 1887年5月19日） - 生涯未婚[4]
- ブランシュ・ジュリア（1826年 – 1918年1月31日） - 1848年10月31日、第6代メイヨー伯爵リチャード・ボーク（1822年2月21日 – 1872年2月8日）と結婚、子供あり[5][6]
- キャロライン・ソフィア（1852年3月19日没） - 1851年3月13日、サー・ロバート・ナイジェル・フィッツハーディング・キングスコート（英語版）（1830年2月28日 – 1908年9月22日）と結婚、子供なし[7]
- ヘンリー（1830年7月31日 – 1901年1月6日） - 第2代ルコンフィールド男爵[4]。
- コンスタンス・エリザベス（1920年1月21日没） - 1859年4月26日、ウィリアム・ミュア（英語版）（1880年11月9日没）と結婚、子供あり[5]
- パーシー・スコーエン（英語版）（Percy Scawen、1835年1月30日 – 1911年3月13日） - 1860年10月16日、マデリーン・キャロライン・フランシス・イーデン・キャンベル（Madeline Caroline Frances Eden Campbell、1920年3月8日没、初代準男爵サー・ガイ・キャンベル（英語版）の娘）と結婚、子供あり[5]。息子のジョージ・ウィンダム（英語版）は詩人・保守党の政治家で、若き日にはその容貌から「イングランドで最もハンサムな男」と評された[8]。息女の3姉妹（メアリー（英語版）、マデリン、パメラ（英語版））は美人姉妹の評判が名高く、アメリカの画家ジョン・シンガー・サージェントも姉妹を題材に絵画『The Wyndham Sisters』を描いている[9]。